# Xã Dresden, Quận Cavalier, Bắc Dakota
Xã Dresden (tiếng Anh: Dresden Township) là một xã thuộc quận Cavalier, tiểu bang Bắc Dakota, Hoa Kỳ. Năm 2010, dân số của xã này là 41 người.